# Conveni de Segura
El Conveni de Segura o de Conveni de Lécera fou un tractat signat el 3 d'abril de 1839 entre Antonio van Halen y Sarti i el general carlí Ramon Cabrera i Grinyó per establir les condicions del tracte als presoners de guerra i regularitzar-se els intercanvis anàleg al conveni d'Elliot. Després de la signatura del conveni es produí un important intercanvi de presoners a Onda.